# Fedorets (krater)
Fedorets är en nedslagskrater med en diameter på 57 kilometer, på planeten Venus. Fedorets har fått sitt namn efter den sovjetiska astronomen Valentina Fedorets.